# Monjas (kommun)
Monjas är en kommun i Mexiko.   Den ligger i delstaten Oaxaca, i den sydöstra delen av landet, 400 km sydost om huvudstaden Mexico City.
Följande samhällen finns i Monjas:
- Barrio la Unión
- Los Pocitos Monjas
- Barrio la Guadalupe